# Степанян, Рубен Герасимович
Рубен Герасимович Степанян (29 декабря 1902, Баку — 8 марта 1984, Москва) — армянский советский композитор и дирижёр. Заслуженный деятель искусств Армянской ССР (1961).

## Биография
Родился 29 декабря 1902 в Баку.
Окончил Ереванскую консерваторию в 1931 по кл. скр. Д. Н. Лекгера, в 1936 по кл. дирижирования К. С. Сараджева. С 1929—1935 — организатор и художественный руководитель Камерного оркестра Республиканского радио в Ереване.
С 1930—1956 — преподаватель Муз. школы им. А. А. Спендиарова.
С 1931—1940 — артист Струнного квартета им. Р. О. Меликяна.
В 1937—1965 — дирижёр Армянского театра оперы и балета им. А. А. Спендиарова.
Умер 8 марта 1984 в Москве.

## Награды и звания
- орден Трудового Красного Знамени (27.06.1956)
- орден «Знак Почёта» (04.11.1939) — «за выдающиеся заслуги в деле развития армянского театрального и музыкального искусства»
- Заслуженный деятель искусств Армянской ССР (1961)

## Творчество

### Оперы (дирижирование)
- «Риголетто» (1940)
- «Севильский цирюльник» (1943)
- «Дон Паску але» Доницетти (1953)
- «Ануш» Тиграняна (1956)
- «Фауст» (1958)
- «Алмаст» Спендиарова (1959)
- дет. оперы «Костёр» Геворкяна (1959)

### Балеты (дирижирование)
- «Анаит» Тер-Гевондяна (1940)
- «Лебединое озеро» (1940)
- «Раймонда» (1941)
- «Севан» Егиазаряна (1955)
- «Мармар» Оганесяна (1957)
- «Сона» Хагагорцяна (1958)

### Сочинения
- для солистов, хора и симф. орк. — оратория «Манушян» (сл. Ж. Дюкло, Л. Арагона, М. Манушяна, 1980)
- для хора и симф. орк. — Баллада о Севане (сл. А. Айрапетяна, 1948), поэма «Весна» (сл. Н. Заряна, 1975)
- для симф. орк. — симфонии: I (симфония-поэма, 1942), II (1952), Поэма (посв. Великой Отечественной войне, 1944), Увертюра-рапсодия (1978)
- для голоса и симф. орк. — романсы: Не раз менялось все, Художник (сл. И. Снеговой, 1966)
- для струн. орк. — сюита «Картинки из пионерской жизни» (1953)
- струн. квартеты — I (1948), II (1967)
- для ф-п. — пьесы
- для арфы — Прелюдия (1944), Этюд-каприс (1974)
- хоры, в том числе На площади Ленина (сл. А. Граши, 1953)
- песни на сл. арм. поэтов, в том числе Песня тракториста (сл. А. Граши, 1949), Песня о мире (сл. Б. Карапетяна, 1951).